# Miloslav Šafrán
Desátník Miloslav Šafrán (7. prosince 1924, Kylešovice – 21. prosince 2014, Opava) byl český voják nuceně nasazený za druhé světové války a poválečný politický vězeň.

## Život

### Válka
Narodil se roku 1924 v tehdy ještě samostatných Kylešovicích (dnes městská část Opavy). Jeho otec, prvoválečný legionář, zemřel v roce 1936. V opavské firmě Adolfa Krommera na výrobu montovaných domků se vyučil tesařem.
Roku 1942 byl jako nuceně nasazený odveden do Německa. Pracoval mimo jiné na obnově vesnic u přehrady Edersee, jejíž hráz byla poškozená skákající pumou pří spojeneckém útoku a vlna z protržené hráze s sebou vzala vše až po město Kassel. Dostal se také na dva měsíce do Osvětimi, kde montoval vězeňské ubikace a na vlastní oči viděl utrpení místních vězňů. Při pracích v Heydebrecku zažil bombardování chemičky IG Farben AG.
V březnu 1945 se mu podařilo uprchnout, dostal se na Těšínsko, kde právě probíhaly osvobozovací boje Rudé armády. Miloslav Šafrán vstoupil do 1. československého armádního sboru jako kulometčík tanku T-34. Po konci války se svým praporem na Bruntálsku asistoval při soustřeďování odsouvaných Němců organizovaném Místním bezpečnostním strážním oddílem.
| „                 | Členové Revoluční gardy si tam přinesli prádelní koš. My jsme se divili, na co to bude. Oni ty Němce šacovali. Prstýnky, náušnice, řetízky. O to všechno je obrali. Když ta náušnice nešla sundat, tak ji kolikrát škubali. Protrhnuli jí ucho a hodili to do koše. | “ |
| — Miloslav Šafrán | |   |

### Poválečné období
Roku 1947 odešel desátník Šafrán z rodinných důvodů z armády. Po únoru 1948 se obával sílícího vlivu komunistů v Československu. Během svého zaměstnání v opavské továrně na výrobu šicích strojů Minerva mu bylo opakovaně nabízeno členství v KSČ, což odmítl a začal dávat najevo své protikomunistické postoje. Od října 1949 pomáhá s organizací protikomunistických aktivit – verboval členy do protikomunistické organizace a podařilo se mu sehnat několik palných zbraní. Při razii Státní bezpečnosti v Minervě byli v listopadu 1949 zatčeni čtyři zaměstnanci továrny a 2. prosince byl zatčen i Miloslav Šafrán a jeho skupina.
Soud se konal v září 1950 v Opavě a Šafrán byl odsouzen podle §231 k šestnácti letům vězení za vlastizradu. První část trestu si odpykal v Ostravě a poté byl přemístěn na Mírov a následně do pracovně nápravného tábora Vojny u Příbrami, do uranových dolů. Zde si odpykal převážnou část svého trestu. V roce 1960 byl z vazby podmínečně propuštěn. Po propuštění mohl vykonávat pouze práci pomocného dělníka.
Miloslav Šafrán zemřel 21. prosince 2014.